# Svea (cykelmärke)
Svea är ett cykelmärke.
Sveacykeln uppfanns av Birger Ljungström och tillverkades i Sverige av Palmcrantz & Co i Stockholm 1894–1900. 
Varumärket används idag av Titania Import AB i Göteborg. Tillverkningen sker i bland annat Tyskland och i Baltikum. 